# 룩셈부르크의 유로비전 송 콘테스트 참가
룩셈부르크의 유로비전 송 콘테스트 참가에 관한 내용이다.
룩셈부르크는 1956년 제1회 유로비전 송 콘테스트에 데뷔한 이래 지금까지 38차례 참가했다. 이번 콘테스트에는 룩셈부르크 국영방송인 RTL 룩셈부르크가 국가를 대표해 참가한다. 룩셈부르크는 1956년부터 1993년까지 단 한 번의 대회만 제외하고 모두 참가했으며, 1959년 대회만 빠졌다. 룩셈부르크는 1993년 하위 7개국에 속한 후 강등되어 1994년 대회 출전이 금지되었다. 룩셈부르크는 1995년 대회 복귀를 거부했으며 이후 30년 동안 더 이상 대회에 출전하지 않았다. 룩셈부르크는 2024년 31년 만에 처음으로 대회에 복귀했다.
5번의 우승을 차지한 룩셈부르크는 대회에서 가장 성공적인 국가 중 하나이며, 1983년부터 1994년까지 이 국가는 단일 국가의 대회 최다 우승 기록을 공동으로 보유했다. 룩셈부르크는 1961년 유로비전 송 콘테스트에서 장 클로드 파스칼이 연주한 "Nous les amoureux"로 우승했고, 1965년에는 프랑스 갈이 연주한 "Poupée de cire, poupée de son"이 연속 녹음되었다. 1972년과 1973년에는 비키 레안드로스의 "Après toi"와 안마리 다비드의 "Tu te reconnaîtras"로 우승했으며, 가장 최근에는 1983년에 코린 에르메스가 부른 "Si la vie est cadeau"로 우승했다. 대회는 1962년, 1966년, 1973년, 1984년 4차례 룩셈부르크에서 열렸으며 모두 룩셈부르크시에서 열렸다. 5번의 우승 외에도 룩셈부르크는 1962년과 1986년에 2번의 3위를 기록했으며, 전체적으로 상위 5위 안에 13번, 상위 10위 안에 20번 진입했다.
룩셈부르크는 1980년대와 1990년대에 마지막 7번의 대회에 출전했으나, 4번에 걸쳐 하위 5위 안에 들었고, 최종적으로 1993년에 국가가 강등되고 한동안 불참하면서 유로비전 대회에서 룩셈부르크의 운명이 바뀌었다. 2024년에 복귀하면서, 룩셈부르크는 준결승에서 본선 진출을 확정했고 최종적으로 결승전에서 13위를 차지했다.